# Augusto Blacker Miller
Manuel Augusto Blacker Miller (Lima, 18 de octubre de 1945) es un ingeniero, economista y empresario peruano. Fue ministro de Relaciones Exteriores del Perú durante el gobierno de Alberto Fujimori, desde el 6 de noviembre de 1991 hasta el 24 de abril de 1992.

## Biografía
Augusto Blacker Miller nació el 18 de octubre de 1945. Es hijo de Augusto Blacker Murrieta y de Lucy Miller Airaldi.
Estudió en la Universidad Nacional de Ingeniería (1962-1966), de donde egresó como ingeniero industrial. En el año 1969 viajó a los Estados Unidos.
De 1971 a 1974 fue jefe de área de factibilidad de la Corporación Financiera de Desarrollo (COFIDE). En el año 1977 fue gerente de área de planeamiento de la compañía Chrysler Corporation. Fue viceministro de Economía del Perú bajo el gobierno militar de Francisco Morales Bermúdez y presidente para Latinoamérica de Wells Fargo Bank.
A principios de la década de 1980, Augusto Blacker Miller fue presidente del directorio del Banco de la Nación y del Banco Latino. Desde 1985 fue presidente del Consorcio La Moneda y desde 1990 consultor externo del Banco Internacional de Desarrollo. 
Postuló al Senado en las elecciones del año 1990 por la lista independiente "Somos Libres". Ese mismo año, Blacker Miller fue designado como asesor de Juan Carlos Hurtado Miller, primer ministro y ministro de Economía del gobierno de Alberto Fujimori, así como presidente del Grupo de Negociación de la Deuda Externa.
El 6 de noviembre de 1991, Augusto Blacker Miller fue designado y juramentado por el presidente Alberto Fujimori como su nuevo ministro de Relaciones Exteriores del Perú, en reemplazo de Carlos Torres y Torres Lara y convirtiéndose así en el cuarto canciller del régimen fujimorista. Su reto era reinsertar al Perú en el mundo y tratar de solucionar los puntos pendientes con los países limítrofes, especialmente con Chile y Ecuador. Asimismo, quiso implementar un estilo empresarial en la conducción del ministerio, sin embargo al año siguiente se produjo la quiebra del orden constitucional, cuando el presidente Fujimori cerró el Congreso en el llamado autogolpe de Estado del 5 de abril de 1992, que fue apoyado por Blacker Miller junto a todo el gabinete.
En la reunión de cancilleres de América realizada en Washington, sede de la Organización de Estados Americanos (OEA), Blacker Miller se esforzó en justificar el "autogolpe" de Fujimori por la actitud “obstruccionista” del Congreso que amenazaba con llevar al Perú a un estado de “ingobernabilidad”. Pidió "comprensión" y tiempo para volver a la normalidad. En consecuencia, se aprobó una resolución en la cual se exigía al gobierno peruano dialogar con la oposición democrática y encontrar una senda para tornar a la democracia. Para evitar sanciones internacionales, el gobierno de Fujimori decidió ese mismo año convocar a un Congreso Constituyente Democrático.
Poco después de aquella célebre reunión en Washington, Blacker Miller dejó la Cancillería y fue reemplazado por Óscar de la Puente Raygada, que era el presidente del Consejo de Ministros (24 de abril de 1992).

## Requerido por la justicia peruana
Tras la caída de Fujimori, abandonó el Perú el 15 de noviembre de 2002 y pasó a radicar en Miami, Estados Unidos. La justicia peruana, lo incluyó en la lista de los diez exministros de Alberto Fujimori procesados por apoyar el "autogolpe" de 1992. Se dictó una orden de su captura a escala nacional e internacional. El 26 de noviembre del 2007 la Sala Penal Especial de la Corte Suprema del Perú dictó penas de entre 4 y 10 años de prisión contra 10 exministros fujimoristas, pero se reservó la lectura de sentencia para Víctor Malca Villanueva y Augusto Blacker Miller, por ser "reos contumaces", al ser declarados no habidos por la justicia.
El 11 de noviembre del 2009 fue detenido por agentes internacionales de la Oficina de Inmigración y Aduanas en el estado de Florida, Estados Unidos. Se empezaron a hacer los trámites regulares para que pueda ser traído al Perú y puesto a disposición de las autoridades judiciales.
En Albania, Blacker Miller constituyó una empresa, Apollonia Investments dirigida al tratamiento de residuos, con un capital de base de 13 millones de dólares y el ochenta por ciento de participación en el accionariado.
En enero de 2013 fue capturado en la ciudad de Tirana, Albania por la Interpol; sin embargo, fue puesto en libertad al día siguiente.

## Publicaciones
- La propuesta inconclusa (Consorcio La Moneda, 1993), memorias sobre su paso por la Cancillería del Perú.